# Puig Simon
El Puig Simon és una muntanya de 1.014,4 m alt del terme comunal de Molig, de la comarca del Conflent, a la Catalunya del Nord. És al sud-est del poble de Molig i a l'est dels Banys de Molig, al sud-oest de Perafita i al nord de Croells.